# Deltaville
Deltaville è un census-designated place (CDP) degli Stati Uniti d'America, situato nello stato della Virginia, nella contea di Middlesex. Secondo il censimento del 2020 gli abitanti di Deltaville ammontavano a 1 057.
Fino al 1909 la città era chiamata Sandy Bottom.